# Paron (Yonne)
 Paron  es una comuna y población de Francia, en la región de Borgoña, departamento de Yonne, en el distrito de Sens y cantón de Sens Oeste.
Está integrada en la Communauté de communes du Sénonais .

## Demografía
| 1223 | 1783 | 2747 | 3889 | 4537 | 4845 |
| Para los censos de 1962 a 1999 la población legal corresponde a la población sin duplicidades (Fuente: INSEE [Consultar]) |      |      |      |      |      |